# Oxyrhopus
Genre
Oxyrhopus est un genre de serpents de la famille des Dipsadidae.

## Répartition
Les espèces de ce genre se rencontrent au Mexique, en Amérique centrale et en Amérique du Sud.

## Liste des espèces
Selon The Reptile Database (2 septembre 2013) :
- Oxyrhopus clathratus (Duméril, Bibron & Duméril, 1854)
- Oxyrhopus doliatus (Duméril, Bibron & Duméril, 1854)
- Oxyrhopus emberti (Gonzales, Reichle & Entiauspe-Neto, 2020)
- Oxyrhopus erdisii (Barbour, 1913)
- Oxyrhopus fitzingeri (Tschudi, 1845)
- Oxyrhopus formosus (Wied-Neuwied, 1820)
- Oxyrhopus guibei (Hoge & Romano, 1977)
- Oxyrhopus leucomelas (Werner, 1916)
- Oxyrhopus marcapatae (Boulenger, 1902)
- Oxyrhopus melanogenys (Tschudi, 1845)
- Oxyrhopus occipitalis (Wied-Neuwied, 1824)
- Oxyrhopus petolarius (Linnaeus, 1758)
- Oxyrhopus rhombifer (Duméril, Bibron & Duméril, 1854)
- Oxyrhopus trigeminus (Duméril, Bibron & Duméril, 1854)
- Oxyrhopus vanidicus (Lynch, 2009)

## Publication originale
- Wagler, 1830 : Natürliches System der Amphibien, mit vorangehender Classification der Säugetiere und Vögel. Ein Beitrag zur vergleichenden Zoologie. 1.0. Cotta, München, Stuttgart and Tübingen, p. 1-354 (texte intégral).